# Сандра Насіч
Са́ндра На́січ (хорв. Sandra Nasić; нар. 25 травня 1976, Геттінген, Німеччина) — німецька співачка та композиторка, вокалістка рок-гурту Guano Apes.

## Біографія
Народилася в Геттінгені, Західна Німеччина, де виросла зі своєю хорватською матір'ю та сестрою. З дитинства цікавилась мистецтвом. У восьмому класі Сандра разом з однокласником почала музикувати. Незабаром вперше виступила зі своїм гуртом «Villaine». 
Після закінчення школи планувала вивчати живопис, однак зайнялась музикою і стала учасницею гурту Guano Apes. З учасниками Guano Apes її познайомив друг, який хотів дізнатись їхню думку про Сандру як про вокалістку, щоб потім забрати її до свого гурту. Але вона залишилась із Guano Apes. Професійна діяльність Guano Apes розпочалась у 1996 році, коли вони перемогли на конкурсі «Local Heroes» з піснею «Open Your Eyes». У 1997 році дебютний альбом гурту опинився на четвертій позиції у рейтингу топ-альбомів в Німеччині. Наступні два альбоми Don't Give Me Names (2000) і Walking on a Thin Line (2003) зайняли перші сходинки. 
Під час перерви діяльності гурту Guano Apes Насіч записала власний дебютний альбом The Signal, який зайняв 64-ту позицію в німецьких хіт-парадах.
У 2009 році Guano Apes випустили четвертий альбом Bel Air.
Поза Guano Apes Сандра Насіч брала участь в таких проєктах, як сингл Beat of Life з DJ Tomekk. Вона записала сингл із гуртом Apocalyptica (Path). Окрім того, співпрацювала з проєктом Sistars, з бременським гуртом Saprize. У рамках фестивалю Nu Rock Насіч записала разом з іншими музикантами пісню Heal Yourself для онкохворих дітей.
З серпня по вересень 2012 року Насіч була в журі третього сезону Х фактор у Німеччині.
Насіч пише власні тексти і виконує їх на сцені. У 2001 році вона отримала нагороду від Eins Live як найкраща співачка.
Нині Сандра Насіч живе в Берліні. Має подвійне громадянство: Німеччини і Хорватії.

## Нагороди
- 1 Live Krone
  - 2001: як «Найкраща співачка»